# Panzerkampfwagen IV Ausführung G
Pour un article plus général, voir Panzerkampfwagen IV.
Le Panzerkampfwagen IV Ausführung G est un char moyen, sous-version du Panzer IV, utilisé par les forces armées du Troisième Reich pendant la Seconde Guerre mondiale.

## Dénomination
L’introduction soudaine d’un changement d’armement sur la chaîne de montage des Panzer IV Ausf. F a entraîné une confusion dans les dénominations pendant la première moitié de l’année 1942. Cette version est appelée 7./B.W. par les industriels, car il s’agit de la septième commande, et Panzerkampfgwagen IV (7,5 cm) (Sd.Kfz.161) Ausführung F dans son nom complet par les militaires.
Dans un premier temps la version avec le nouvel armement est considéré comme un simple prolongement de la version F. Entre janvier et mars, les industriels l’appellent ainsi 7./B.W.-Umbau et les militaires Pz.Kpfgw. IV Ausf. F-Umbau. Entre mars et mai, les véhicules avec le nouveau canon prennent le nom Panzerkampfwagen IV Ausführung F2, tandis que ceux avec l’ancien sont renommés Panzerkampfwagen IV Ausführung F1,. Le Waffenamt ramène de l’ordre en demandant au début de l’été aux industriels de faire passer tous les véhicules produits avec le nouvel armement dans une huitième série intitulée 8./B.W., puis en transformant la dénomination F2 en une nouvelle version G, tandis que les véhicules avec la désignation F1 redeviennent simplement la version F. Il n’y a ainsi de fait aucune différence entre le Panzerkampfwagen IV Ausführung F2 et le Panzerkampfwagen IV Ausführung G, qui sont des noms donnés à des périodes différentes au même modèle.

## Développement

Positions des membres d'équipage dans un char Panzer IV Ausf.F2.
(1) Le conducteur est assis dans la coque du véhicule à l'avant gauche,
(2) L'opérateur radio est assis à l'avant droit,
(3) Le tireur est assis dans la tourelle gauche du canon,
(4) Le chargeur est positionné à droite du canon,
(5) Le commandant est assis à l'arrière de la tourelle derrière le canon.

Dans les années 1930, les stratèges allemands organisent leur doctrine d’utilisation des blindés autour de deux types de chars : le premier, destiné à affronter les autres chars, est doté d’un canon de faible calibre à haute vélocité et se concrétise avec le Panzer III ; le second, qui doit assurer le support de l’infanterie, est équipé d’un canon de plus calibre tirant des projectiles à plus faible vélocité, généralement explosifs, et est représenté par le Panzer IV.
En principe, le Panzer IV d’origine n’est pas totalement démuni contre les chars : le canon court 7,5-cm KwK 37 L/24 qui l’équipe est en effet prévu pour pouvoir perforer 43 mm de blindage à 30° à 700 m, soit ce que les Allemands pensent alors être la protection frontale des chars français. En réalité, si cela lui permet effectivement d’affronter les chars légers comme le Hotchkiss H35 ou le Renault D1, ce canon n’est pas en mesure de pénétrer l’épais blindage du B1-bis français ou du Matilda britannique.
Pour résoudre ce problème, les Allemands commencent à étudier la faisabilité d’installer un canon de 5 cm sur le Panzer IV en février 1941. Krupp débute ainsi en mars 1941 la conception d’un canon pour char basé sur le 5-cm PaK 38 L/60 de Rheinmetall. L’arme est montée sur un Panzer IV Ausf. D et présentée à Adolf Hitler pour son anniversaire le 20 avril 1941. Le projet ne va cependant pas plus loin, car Krupp s’est penché en parallèle sur la possibilité d’utiliser à la place le canon de 7,5 cm L/40 alors en cours de conception pour les Sturmgeschütz III et IV. Le Waffenamt exige cependant que la longueur du tube soit raccourcie afin d’éviter qu’il dépasse de la caisse à l’avant et puisse ainsi être endommagé par des obstacles. Le tube est donc réduit à une longueur équivalente à L/33, ce qui a pour conséquence de diminuer également ses capacités perforantes.
Un exemplaire de ce canon est produit en décembre 1941 et monté à des fins expérimentales sur un Panzer IV Ausf. F en avril 1942. L’arme n’est toutefois plus vraiment d’actualité à cette date : l’invasion de l’URSS pendant l’été 1941 à mis les Allemands face à des chars bien plus blindés que prévu, à savoir le T-34 et surtout le KV-1. Le Wa Prüf 4 ordonne donc le 18 novembre 1941 la conception d’un canon basé sur le 7,5-cm PaK 40. Le projet est réalisé en collaboration par Krupp et Rheinmetall et aboutit au 7,5-cm KwK 40 L/43 en mars 1942, qui est introduit immédiatement sur les Panzer IV Ausf. F en production.

## Production et modification
Comme la plupart des autres véhicules allemands. Le Panzer IV Ausf. G fait l’objet de modifications en cours de production, qui visent généralement à améliorer les performances et à rendre la production plus rapide et moins coûteuse. Alors que certaines de ces modifications sont mineures, d’autres ont un impact important. Par exemple, à partir de mai 1942 des plaques de blindage supplémentaires sont ajoutées sur l’arc avant. Pour diverses raisons – stocks d’anciennes pièces à épuiser, pénuries, etc. – ces modifications ne sont toutefois pas toujours immédiatement appliquées à l’ensemble de la production. Ainsi dans l’exemple précédent en novembre 1942 ce n’est que la moitié des chars sortant des chaînes de montage qui sont équipés et ce n’est qu’à partir de janvier 1943 que l’installation est systématique.

## Caractéristiques

### Motricité

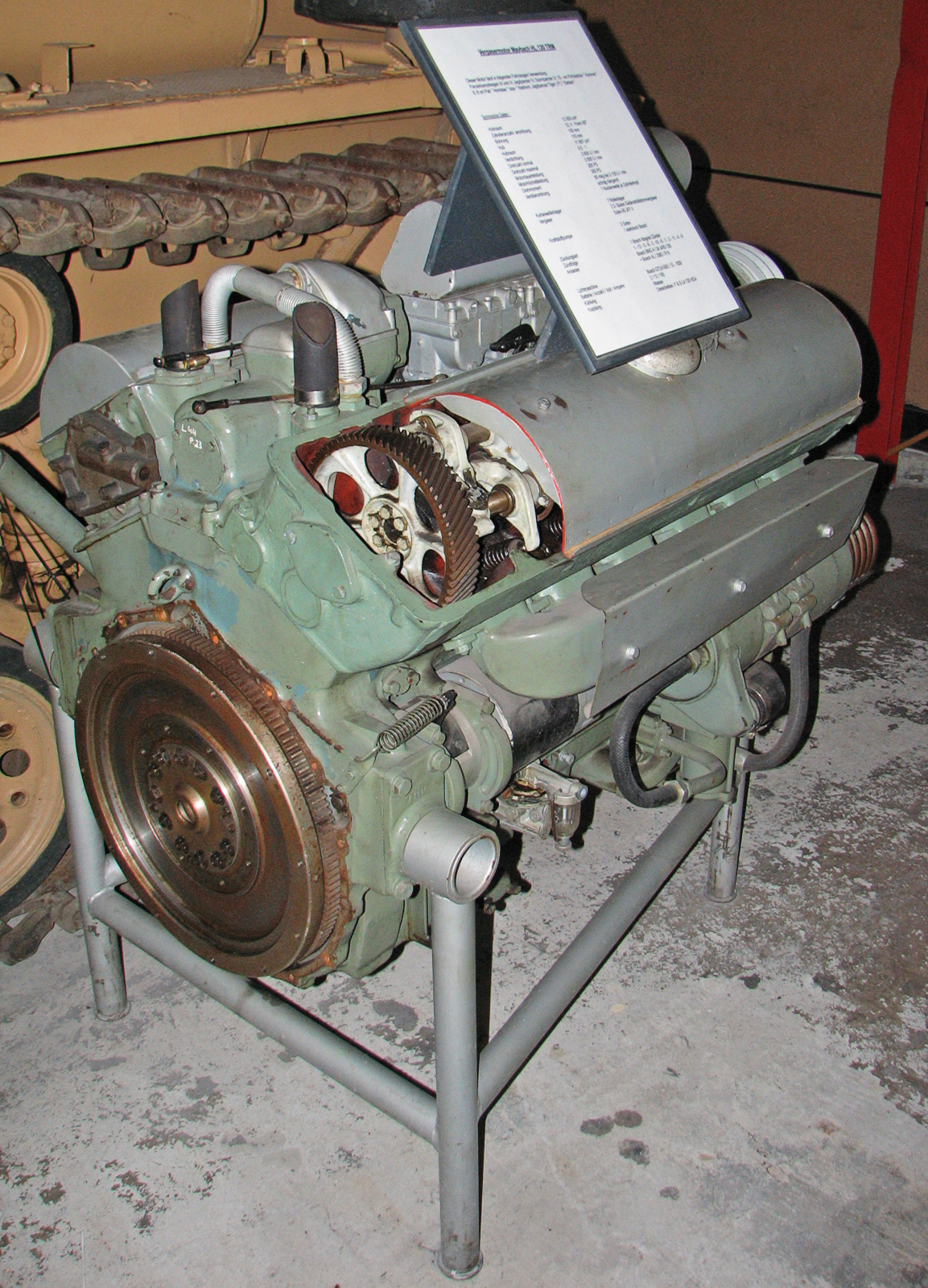
Moteur Maybach HL 120 TRM.

Le Panzer IV Ausf. G est équipé du même moteur Maybach HL 120 TRM que ses prédécesseurs depuis la version C. Il s’agit d’un V-12 à essence et refroidissement par eau développant 265 ch à 2 600 t/m. La boîte de vitesses est quant à elle présente depuis la version B ; il s’agit d’une Zahnradfabrik Friedrichshafen SSG 76 à six vitesses avant et une vitesse arrière. Le train de roulement est composé de chaque côté de quatre couples de galets porteurs amortis par une suspension à ressort à lames et un barbotin située à l’avant, qui entraîne la chenille dirigée à l’arrière par une poulie de renvoi et sur le dessus par quatre galets de guidage. Cette chenille ne mesure que 380 mm de large, ce qui a pour conséquence une pression au sol assez élevée de 0,91 kg/cm2,.

### Protection

#### Camouflage et identification
La couleur par défaut des chars produits jusqu’au début de l’année 1943 correspond au code RAL 7021 Dunkelgrau, un gris-noir. Afin d’assurer un meilleur camouflage dans les environnements désertiques, les véhicules préparés pour les climats chaud (Tropen) reçoivent toutefois une finition différente. En 1942, il s’agit d’une base en RAL 8020 Braun  (brun) dont un tiers est recouvert de taches grises (RAL 7027 Grau). En 1943, les chars sont peints en usine en jaune foncé (RAL 7028 Dunkelgelb), charge aux unités d’y ajouter après réception des taches vert olive (RAL 6003 Olivgrün) et brun chocolat (RAL 8017 Rotbraun).
L’identification de la nationalité est assurée par la Balkenkreuz, qui est peinte à l’arrière gauche de la caisse et de chaque côté de la superstructure, bien que l’emplacement exact dans ce dernier cas tend à varier selon les chars. Le numéro tactique permettant d’identifier le véhicule au sein de son unité compte généralement trois chiffres identifiant dans l’ordre la section, le peloton et le véhicule ; 316 correspond ainsi au sixième char du premier peloton de la troisième section. Ce numéro est généralement peint de chaque côté de la tourelle, mais la forme et la couleur des chiffres sont variables selon les unités.

### Armement

#### Armement principal

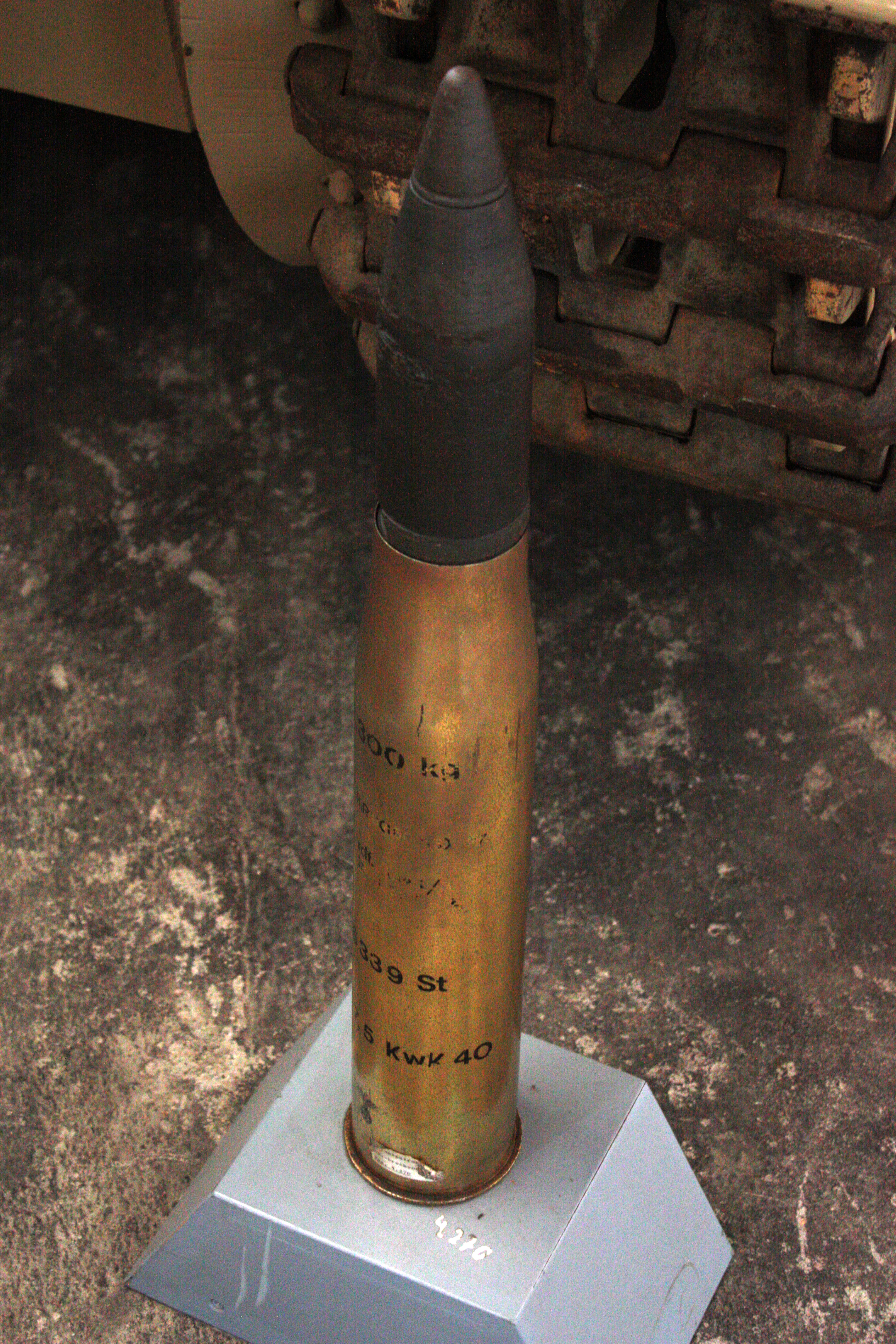
Pzgr. 39.

Le nouveau canon 7,5-cm KwK 40 L/43 est le cœur de la version G du Panzer IV. Étant monté en tourelle, il est ajustable en azimut à 360° soit par l’intermédiaire d’un moteur électrique, soit à la main. L’ajustement en élévation se fait en revanche exclusivement à la main dans une plage comprise entre -10° et +20°. La visée s’effectue par un télescope T.F.Z.5f procurant un grossissement de 2,5x,.
Le véhicule emporte 87 obus généralement répartis équitablement entre obus explosifs et antichars. L’obus explosif utilisé est le Sprgr. 34, qui peut être utilisé avec une fusée percutante ou à retard. Le Panzergranate (Pzgr.) 39 est l’obus perforant le plus largement utilisé, tandis que le Pzgr 40. est un obus perforant spécial avec un cœur en tungstène. Ce dernier n’est toutefois disponible qu’en très faibles quantités du fait des pénuries de ce matériau et est donc généralement remplacé par le Pzgr. 40 (W), dont le cœur est en acier et dont les performances sont par conséquent très inférieures. Le Gr. 38 Hohlladung (HL) est un autre type d’obus antichar basé sur le principe de la charge creuse et qui a donc la particularité de pouvoir percer une épaisseur de blindage constante quelle que soit la distance, au prix cependant de la précision. Il s’agit également d’un obus assez polyvalent, qui peut remplir dans une certaine mesure le rôle d’un obus explosif et est ainsi parfois emporté à la place de ceux-ci. Cet obus existe en trois versions, HL/A, HL/B et HL/C, qui se sont succédé au cours de la guerre au fil de leur amélioration,.

#### Armement secondaire
L’armement secondaire est constitué d’une mitrailleuse MG 34 coaxiale au canon, qui utilise le même viseur que celui-ci. Une seconde mitrailleuse MG 34 est installée en proue dans une monture rotative permettant un mouvement de 15° à gauche et à droite et entre -10° et +20° en site. Le véhicule emporte pour ces armes 3 150 cartouches en ceintures de 150 rangées dans 21 sacs : treize sur le côté intérieur droit de la superstructure, quatre devant l’opérateur radio et quatre autres à sa droite. Ces balles sont de type S.m.K, c’est-à-dire perforantes, avec pour certaines un traceur,.